# Mistrzostwa Świata Juniorów w Łucznictwie 1994
3. Mistrzostwa Świata Juniorów w Łucznictwie odbyły się w dniach 21 – 28 sierpnia 1994 roku w Roncegno we Włoszech. W zawodach wzięli udział juniorzy do 20 roku życia, strzelający z łuków klasycznych, jak i po raz pierwszy z łuków bloczkowych. 

## Reprezentacja Polski juniorów

### łuk klasyczny
- Zbigniew Basta
- Aneta Ciok
- Rafał Czapaj
- Dariusz Parzelski
- Marta Podkopiak
- Sylwia Szymańska
- Grzegorz Targoński
- Joanna Waśkiewicz

## Medaliści

### Juniorzy

#### Strzelanie z łuku klasycznego
| Konkurencja:           | Złoto:                                                         | Srebro:                                                           | Brąz:                                                           |
| indywidualnie kobiet   | Kang Hyun-ji                                                   | Hwang Jin-hae                                                     | Park Woon-jo                                                    |
| indywidualnie mężczyzn | Vic Wunderle                                                   | Rod White                                                         | Matevž Krumpeštar                                               |
| drużynowo kobiet       | Korea Południowa · Kang Hyun-ji · Hwang Jin-hae · Park Woon-jo | Włochy · Giovanna Aldegani · Vittoria Martin · Deborah Mauro      | Niemcy · Sabine Steinborn · Nadja Prinz · Nicole Weller         |
| drużynowo mężczyzn     | Włochy · Marco Tognini · Michele Frangilli · Matteo Bisiani    | Korea Południowa · Yong Ho-chang · Jung Ki-youn · Seung Hyun-song | Stany Zjednoczone · Vic Wunderle · Rod White · Jason Vaccarello |

#### Strzelanie z łuku bloczkowego
| Konkurencja:           | Złoto:                                                                | Srebro:                                                            | Brąz:                                                         |
| indywidualnie kobiet   | Nicole Barlett                                                        | Bronwyn Matthews                                                   | Angela Moscarelli                                             |
| indywidualnie mężczyzn | Randall Copp                                                          | David Doyle                                                        | Brian Bagnali                                                 |
| drużynowo kobiet       | Stany Zjednoczone · Tara Dailey · Angela Moscarelli · Heather Kennedy | Włochy · Alessandra Costa · Paola Disarò · Elisa Pozza             |                                                               |
| drużynowo mężczyzn     | Szwecja · Johnny Ekeflo · Marco Petralia · Henrik Johansson           | Stany Zjednoczone · Randall Copp · David Doyle · Christian Roberts | Włochy · Enrico Anderle · Francesco Arnoldi · Carlo Cavazzini |

## Klasyfikacja medalowa
| Lp. | Państwo           | Złoto | Srebro | Brąz | Razem |
| 1.  | Stany Zjednoczone | 2     | 3      | 2    | 7     |
| 2.  | Korea Południowa  | 2     | 2      | 1    | 5     |
| 3.  | Włochy            | 1     | 1      | 1    | 3     |
| 4.  | Australia         | 1     | 1      | 0    | 2     |
| 5.  | Szwecja           | 1     | 0      | 0    | 1     |
| 6.  | Kanada            | 0     | 0      | 1    | 1     |
| 6.  | Niemcy            | 0     | 0      | 1    | 1     |
| 6.  | Słowenia          | 0     | 0      | 1    | 1     |